# John Wooden

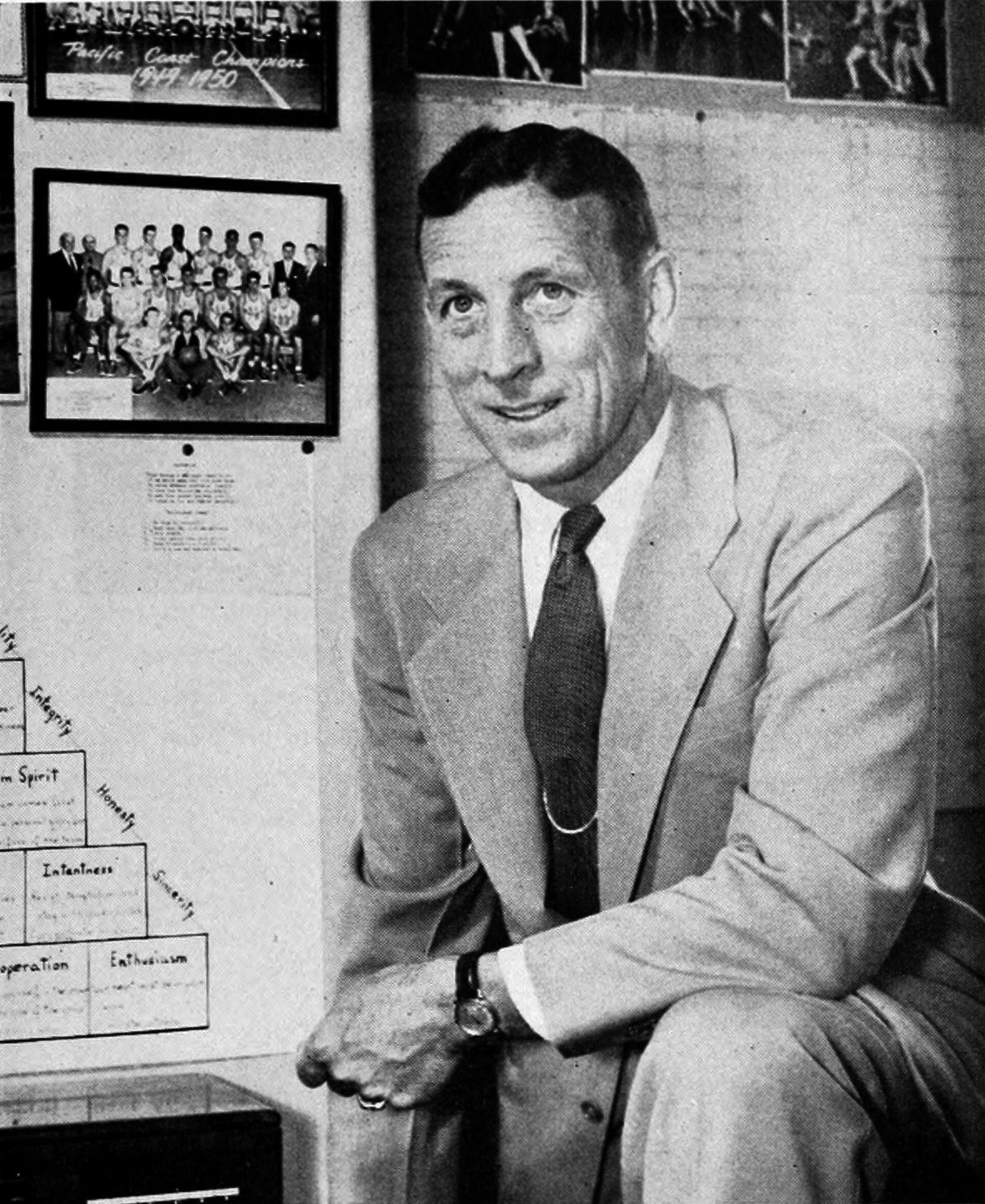
John Wooden w 1960 roku.

John Robert Wooden (ur. 14 października 1910 w Hall, zm. 4 czerwca 2010 w Los Angeles) – amerykański zawodnik i trener koszykówki, nazywany „trenerem wszech czasów” albo „Czarodziejem z Westwood”. 
W latach 1964–1975 dziesięć razy triumfował w lidze uniwersyteckiej NCAA. Prowadzona przez niego drużyna Uniwersytetu Kalifornijskiego z Los Angeles siedem razy z rzędu w latach 1967–1973 zwyciężała w rozgrywkach. W czasie 27 lat kiedy był szkoleniowcem jego drużyna odniosła 620 zwycięstw. 
W 1961 został wprowadzony do Galerii Sław Koszykówki (Basketball Hall of Fame) jako zawodnik, a w 1973, jako trener. 
Zmarł w wieku 99 lat.

## Osiągnięcia

### Zawodnicze
College
- Akademicki mistrz kraju (1932)[1]
- Uczelniany Zawodnik Roku (1932 według Helms Foundation)[1]
- Zaliczony do składów:
  - All-American (1930–32 przez Helms Athletic Foundation)[1]
  - All-Big Ten (1930–32)
  - All-Midwestern (1930–32)

Drużynowe
- Finalista NBL (1933)

Indywidualne
- Zaliczony do składu All-NBL 1st Team (1938)[1]
- Lider strzelców ligi NBL (1933)[1]
- Wybrany do Koszykarskiej Galerii Sław im. Jamesa Naismitha (Naismith Memorial Basketball Hall Of Fame – 1960)[1]

### Trenerskie
Drużynowe
- Mistrz NCAA (1964, 1965, 1967–1973, 1975)
- Wicemistrz NAIA (1948)
- 3. miejsce w NCAA (1974)
- 4. miejsce w NCAA (1962)

Indywidualne
- Trener Roku NCAA według:
  - National Association of Basketball Coaches (NABC – 1964, 1967, 1969, 1970, 1972)
  - United Press International (UPI – 1964, 1967, 1969, 1970, 1972, 1973)
  - Associated Press (AP – 1967, 1969, 1970, 1972, 1973)[2]
- Laureat nagrody:
  - Henry Iba Award (1964, 1967, 1969–1973)
  - Theodore Roosevelt Award (1996)
  - Gerald R. Ford Award (2006)
- Sportsman Roku według[3]:
  - Sporting News (1970)
  - Sports Illustrated (1973)
- Wybrany do:
  - Koszykarskiej Galerii Sław im. Jamesa Naismitha jako trener (1973)[3]
  - Akademickiej Galerii Sław Koszykówki (2006)[4]
- Laureat Prezydenckiego Medalu Wolności